# Артёмовский район (Красноярский край)
Артёмовский район — район, существовавший в Красноярском крае РСФСР в 1935—1957 годах. Центр района — рабочий посёлок Ольховский, преобразованный в 1939 году в город Артёмовск.

## История
Артёмовский район был образован 31 декабря 1935 года в составе Красноярского края (в основном на территории Курагинского района).
К 1 января 1948 года район включал 1 город (Артёмовск), 1 рабочий посёлок (Чибижек) и 8 сельсоветов (Амыльский, Бургонский, Кордовский, Можайский, Петропавловский, Сисимский, Тарбатский и Тюхтятский).
14 августа 1957 года Артёмовский район был упразднён, а его территория передана в Курагинский район.

## Население
По данным переписи 1939 года в Артёмовском районе проживало 37 236 чел., в том числе русские — 90,1 %, мордва — 3,0 %, коми — 2,2 %, украинцы — 2,0 %.

## СМИ
В районе издавалась газета «Артёмовский рабочий».